# Redes
Redes is een Mexicaanse dramafilm uit 1936 onder regie van Emilio Gómez Muriel en Fred Zinnemann in zijn regiedebuut.

## Verhaal
De vissers in een Mexicaans kustdorpje verdienen amper genoeg geld om te overleven. Onder leiding van Miro, wiens zoon is omgekomen door gebrek aan geld, komen de vissers in opstand tegen de handelaars die hun een veel te lage prijs betalen voor hun koopwaar.

## Rolverdeling
| Acteur               | Personage     |
| -------------------- | ------------- |
| Silvio Hernández     | Miro          |
| David Valle González | El acaparador |
| Rafael Hinojosa      | Candidato     |
| Antonio Lara         | El Zurdo      |